# ガーランド・ランドール
ガーランド・ランドール（Garland Randall、1941年1月1日 - 1967年10月17日）は、アメリカ合衆国の元プロボクサー。リングネームはリップ・ランドール（Rip Randall）。1960年代に活躍したウェルター級の強豪で、元ウェルター級世界ランカー。

## 来歴
1957年7月15日、プロデビュー。
1958年5月18日、後の世界王者カーチス・コークスと引き分ける。2か月後の再戦では1回KO負け。
1963年3月9日、日本の岡山県で高橋美徳と対戦し、序盤から高橋を圧倒し2回KO勝ち。当時世界レベルの中量級の試合を見ることが少なかった日本人にとって日本中量級のホープが一蹴された事実は同時代のボクシングファンに強烈な印象を残した。
1967年10月17日、ベトナム戦争に従軍中に戦死した。26歳没。